# Antoni Sulimowski

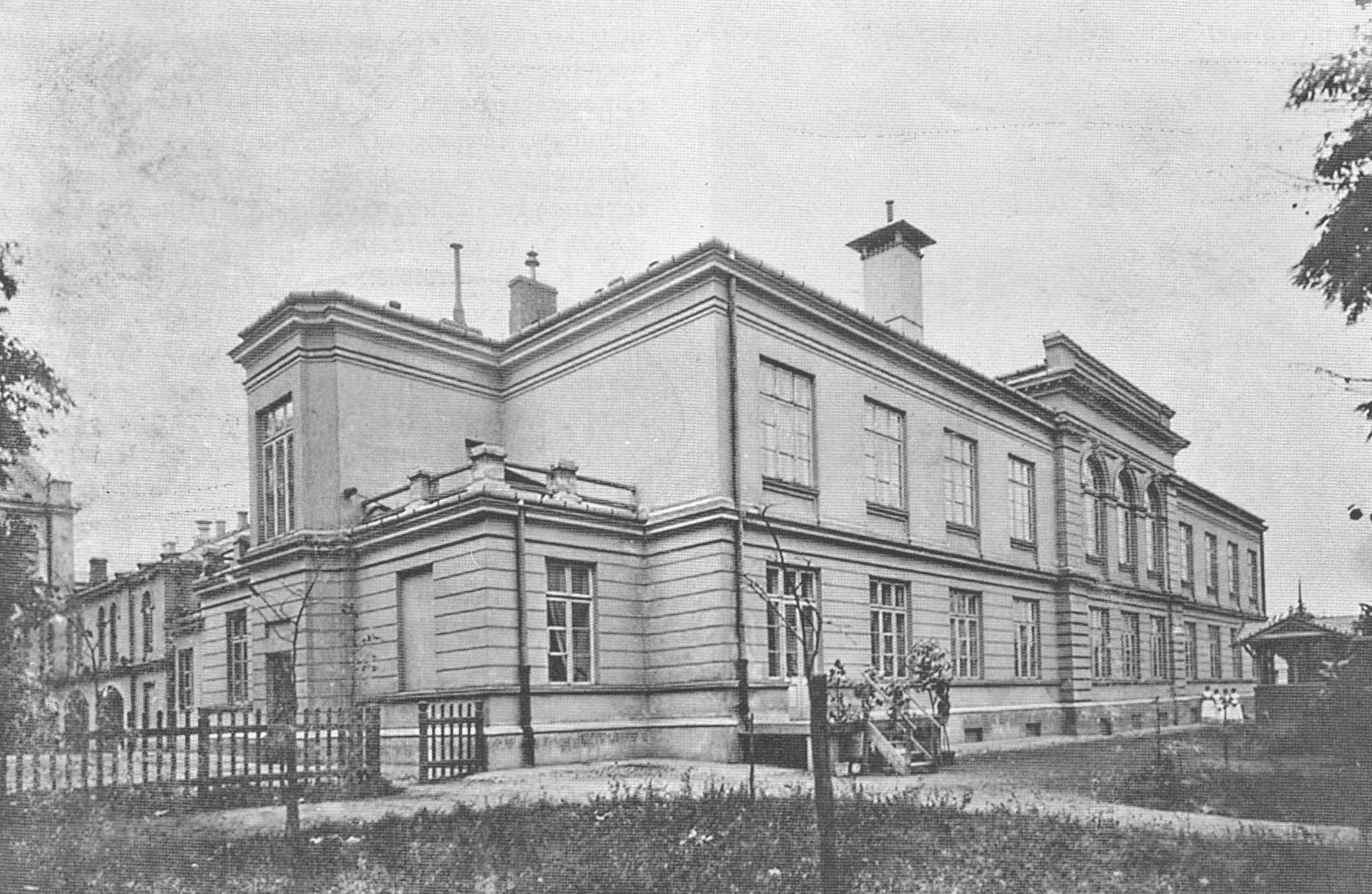
Budynek Instytutu Szlacheckiego w Warszawie

Antoni Kazimierz Sulimowski (ur. 1809, zm. 28 marca 1867 w Warszawie) – polski architekt.

## Życiorys
Pochodził z okolic Mariampola. W 1835 został aplikantem Rady Budowniczej Komisji Rządowej Spraw Wewnętrznych i Duchowych. Zaprojektował z Wacławem Ritschlem gmach szkoły powszechnej w Alejach Ujazdowskich 9 rozebrany w 1923). W 1845 mianowany został budowniczym okręgu naukowego warszawskiego. W 1861 otrzymał nominację na stanowisko budowniczego Komisji Rządowej Wyznań Religijnych i Oświecenia Publicznego. 
Zaprojektował m.in. budynek II Gimnazjum przy ulicy Nowolipki 11 oraz budynek Instytutu Szlacheckiego przy ulicy Wiejskiej 2/4/6. Jedną z ostatnich realizacji z lat 1865–1866 była trzypiętrowa kamienica Pinkusa Lothego u zbiegu Marszałkowskiej i Alei Jerozolimskich zniszczona w 1944 (w jej miejscu znajduje się obecnie Rotunda PKO).
Został pochowany na cmentarzu Powązkowskim (kwatera 37-3-1/2).

## Ważniejsze realizacje
- restauracja kościoła pokamedulskiego na Bielanach (1857)
- Gimnazjum Gubernialne obecnie Instytut Pedagogiki UMCS, ul. Narutowicza 12 w Lublinie (1857–1859)
- przebudowa pawilonów przy pałacu Kazimierzowskim w Warszawie (ok. 1863).